# دايفيد هارت
دايفيد هارت (بالإنجليزية: David Harte)‏ هو لاعب كرة القدم الغالية بريطاني، ولد في 23 ديسمبر 1981 في مقاطعة تيرون في المملكة المتحدة.